# Inermonephtys patongi
Inermonephtys patongi är en ringmaskart som beskrevs av Nateewathana och Hylleberg 1986. Inermonephtys patongi ingår i släktet Inermonephtys och familjen Nephtyidae. Inga underarter finns listade i Catalogue of Life.